# Werner von Scheven
Werner von Scheven (* 26. Januar 1937 in Aumühle/Friedrichsruh) ist ein deutscher Generalleutnant außer Dienst des Heeres der Bundeswehr und war von 2001 bis 2009 Vizepräsident für Technik des ADAC.

## Militärische Laufbahn
Schevens Familie lebte in Berlin und später in Gießen, wo er 1957 das Abitur machte. Anschließend trat er im selben Jahr als Offizieranwärter der Panzertruppe in den Dienst der Bundeswehr. Nach der Offizierausbildung war Scheven von 1959 bis 1968 als Zugführer und als Personal-, Nachrichten- und Operationsoffizier (S1, S2, S3) im Stab des Panzerbataillons 54 in Wolfhagen und danach als Personalstabsoffizier (G1) in der Panzergrenadierbrigade 5 eingesetzt.
Von 1968 bis 1970 absolvierte Scheven den 11. Generalstabslehrgang Heer an der Führungsakademie der Bundeswehr in Hamburg und anschließend bis zum Juli 1971 die US-Generalstabsausbildung am Command and General Staff College der US Army in Fort Leavenworth, Kansas. Von 1971 bis 1975 war Scheven im Stab der 2. Jägerdivision eingesetzt und fungierte dort als Personal- und danach als Operationsoffizier (G1 und G3) unter dem Kommando von Generalmajor Carl-Gero von Ilsemann. Anschließend übernahm er von 1975 bis 1976 mit dem Panzerbataillon 143 in Koblenz wieder ein Truppenkommando.
Nach dieser Verwendung wurde Scheven in das Bundesministerium der Verteidigung nach Bonn versetzt und diente dort von 1976 bis 1982 zuerst als Referent in der Personalabteilung (BMVg P III 1) und anschließend als Referatsleiter Innere Führung im Führungsstab der Streitkräfte (FüS I 4). Unterbrochen wurde Oberst von Schevens Tätigkeit im Ministerium von 1982 bis 1985 durch ein Truppenkommando über die Panzerbrigade 15 in Koblenz.
Zurück in Bonn erfolgte am 1. April 1985 die Beförderung zum Brigadegeneral und die Übernahme des Postens des Stabsabteilungsleiters I (Innere Führung, Personal, Ausbildung) im Führungsstab der Streitkräfte. Zugleich war Scheven in Personalunion bis 1987 Beauftragter für Erziehung und Ausbildung beim Generalinspekteur der Bundeswehr (BEA) unter den Generalinspekteuren Wolfgang Altenburg und Dieter Wellershoff. Am 1. April 1988 wurde Scheven unter Ernennung zum Generalmajor Kommandeur der Führungsakademie der Bundeswehr, die er bis 1990 führte.
Nach dem Fall der Berliner Mauer und im Zuge der Wende wurde Scheven nach Strausberg bei Berlin versetzt und diente dort ab Oktober 1990 als Stellvertretender Befehlshaber des zur Eingliederung der Nationalen Volksarmee aufgestellten Bundeswehrkommandos Ost (BwKdo Ost) unter dem Kommando von Generalleutnant Jörg Schönbohm. Am 16. April 1991 wurde Scheven Kommandierender General und Befehlshaber des aus dem BwKdo Ost hervorgegangenen Korps/Territorialkommando Ost in Schwielowsee bei Potsdam, das nach seiner Dienstzeit 1995 wiederum zum IV. Korps umgegliedert wurde. Während dieser Verwendung wurde Scheven am 1. Juli 1991 zum Generalleutnant ernannt. Zum 30. September 1994 übergab er das Kommando an Generalleutnant Joachim Spiering und wurde in den Ruhestand versetzt.

## Sonstiges
Von 1988 bis 1990 war von Scheven Vizepräsident der Clausewitz-Gesellschaft, nach der Pensionierung wurde er für zweimal 4 Jahre zum Vizepräsidenten für Technik des ADAC e. V. gewählt. Zudem war er bis 2011 Mitglied des Wissenschaftlichen Beirates des BMVg für das Militärgeschichtliche Forschungsamt und ist Autor von Veröffentlichungen zum Thema Bundeswehr.
Scheven ist evangelisch, verheiratet, hat zwei Söhne und lebt heute im Ortsteil Geltow der Gemeinde Schwielowsee bei Potsdam.

## Schriften
- mit Hartmut Schmidt-Petri: Wie funktioniert das? Die Bundeswehr. Meyers Lexikonverlag, Mannheim u. a. 1987, ISBN 3-411-02381-3.
- „Den Menschen dienen heißt ein Leben lang lernen und sagen was ist.“ Gedanken zum 70. Geburtstag von Professor Dr. Rolf Lehmann. In: Gemeinsame Sicherheit – ein schwieriger Lernprozess. Prof. Dr. Rolf Lehmann zum 70. Geburtstag. (Hrsg.) Dresdener Studiengemeinschaft Sicherheitspolitik (DSS) e. V.: DSS-Arbeitspapiere, Dresden 2005, Heft 70, S. 21–27. urn:nbn:de:bsz:14-qucosa2-340207